# Ngũ Hoa, Mai Châu
Ngũ Hoa (chữ Hán giản thể: 五华县, âm Hán Việt: Ngũ Hoa huyện) là một huyện thuộc địa cấp thị Mai Châu, tỉnh Quảng Đông, Cộng hòa Nhân dân Trung Hoa. Ngũ Hoa nằm ở phía đông bắc của Quảng Đông. Huyện này có diện tích 3226 km2, dân số năm 2002 là 1,19 triệu người. Huyện lỵ đóng ở trấn Thủy Trại. Đến thời điểm tháng 16/5/2005, huyện này được chia thành các đơn vị hành chính gồm 16 trấn: Thủy Trại, Hà Đông, Quách Điền, Song Hoa, Miên Dương, An Lưu, Mai Lâm, Long Thôn, Hoành Pha, Hoa Dương, Châu Giang, Trường Bố, Đàm Hạ, Ký Lĩnh, Chuyển Thủy, Hoa Thành.